# Luftvärnets officershögskola och tekniska skola
Luftvärnets officershögskola och tekniska skola (LvOHS/TS) var en officershögskola för luftvärnet inom svenska armén som verkade i olika former åren 1981–1994. Förbandsledningen var förlagd i Göteborgs garnison, Göteborg

## Historia
Luftvärnets officershögskola och tekniska skola bildades den 1 juli 1981 genom en sammanslagning av Arméns radar- och luftvärnsmekanikerskola och Luftvärnets kadett- och aspirantskola. Bakgrunden var en kompromissåtgärd, där regeringen genom försvarsbeslutet 1977 ändrade ett tidigare beslut som att omlokalisera Arméns radar- och luftvärnsmekanikerskola till Östersund. Skolan blev kvar i Göteborg men sammanslogs med officerhögskolan. Den organisation som den nya skolan intog såg som provisorisk, dock så kom den att gälla i nästan 15 år.
Inför försvarsutredning 88 föreslog regeringen att truppslagsinspektörerna med truppslagsavdelningar i Arméstaben slogs samman med arméns strids- och skjutskolor samt övriga truppslagsskolor, vilka bildade så kallade Truppslagscenter. Denna omstrukturering resulterade i att arméns skolor avvecklades som självständiga enheter och de nyuppsatta truppslagscentren övertog ansvaret över utbildningen vid skolorna. För luftvärnet bildades Arméns luftvärnscentrum den 1 juli 1991 med placering i Norrtälje garnison. I försvarsutredningen föreslog regeringen att organisations- och lydnadsförhållanden för teknikerutbildningen vid LvOHS/TS skulle övervägas ytterligare. Från den 1 juli 1991 blev skolan en del av Arméns luftvärnscentrum, men med oförändrad geografisk placering.
Inför försvarsbeslutet 1992 föreslogs att kasernetablissement i Kviberg skulle lämnas. Göta luftvärnsregemente skulle omlokaliseras till Halmstads garnison för att där samlokaliseras med Hallands regemente. Medan Luftvärnets officershögskola och tekniska skola skulle delades i två delar. Officersutbildningen skulle omlokaliseras till Norrtälje garnison. Medan den tekniska utbildningen skulle omlokaliseras till Östersund, för att där integreras i Arméns tekniska skola. I juli 1993 påbörjades flytten av den tekniska skolan till Östersund för att möjliggöra utbildningsstart i september. De sista eleverna vid den tekniska officerskursen i Göteborg lämnade skolan veckan innan jul 1993. Från 1994 återstod endast kursverksamhet vid officerhögskolan. Den 25 mars 1994 genomfördes en avslutningsceremoni i Göteborg, där luftvärnsinspektören Leif Gunnerhell formellt överlämnade befälet över officerhögskolan till chefen för Luftvärnsskjutskolan, Gunnar Jansson. Den 30 juni 1994 upphörde skolan formellt och från den 1 juli 1994 delades skolan mellan Norrtälje garnison och Östersund garnison.
Genom försvarsbeslutet 1996 kom Arméns samtliga truppslagscenter att avvecklas och dess uppgifter övertogs av Armécentrum (ArméC). Detta ledde till att Arméns luftvärnscentrum avvecklades den 31 december 1997 som enhet och Luftvärnsskjutskolan blev från den 1 januari 1998 ett självständigt förband under namnet Luftvärnets stridsskola (LvSS). I samband med denna avveckling försvann även befattningen luftvärnsinspektör. Luftvärnets officershögskola levde kvar som en del inom Luftvärnets stridsskola fram till den 31 december 1998, då utbildningen övertogs centralt av Militärhögskolan Karlberg (MHS K), Militärhögskolan Halmstad (MHS H) och Militärhögskolan Östersund (MHS Ö).

## Verksamhet
I och med "Ny befälsordning" kom skolans från 1981 att svara för det första året av den då tvååriga utbildningen till yrkesofficerare. Vidare svarade även skolan för reserv- och värnpliktigas grundläggande officersutbildning. Den 31 december 1998 upphörde den grundläggande utbildningen inom respektive försvarsgrenarna och inom armén vid truppslagen. Istället samlades den 1 januari 1999 officersutbildning till tre nya försvarsmaktsgemensamma militärhögskolor Militärhögskolan Karlberg (MHS K), Militärhögskolan Halmstad (MHS H) och Militärhögskolan Östersund (MHS Ö).

## Förläggningar och övningsplatser
När skolan bildades 1957 övertog skolan de lokaler som hade uppförts 1954 till Arméns radarskola. Lokalerna, ett nytt skolhus, radarhall samt stridsledningsbyggnad hade uppförts på Bertil von Wachenfeldts väg och Thord Lindbloms väg i Kviberg. Vidare kom skolan att disponera en av de nyuppförda kasernerna på Lilla Regementsvägen. År 1960 övertog skolan även det bergrum som under 1950-talet uppförts som en krigsverkstad under radarhallen. I Norrtälje kom officerhögskolan att inrymmas i samma byggnad som Luftvärnsskjutskolan.

## Förbandschefer
Förbandschefen titulerades skolchef och hade tjänstegraden överste.

- 1981–1981: Överste Per-Olof Martin [c]
- 1981–1991: Överste Olle Pettersson [d]
- 1991–1993: Överste Peter Jonsson [e]
- 1993–1994: Överstelöjtnant Lars Carlsson [f]

## Namn, beteckning och förläggningsort
| Luftvärnets officershögskola och tekniska skola | 1981-07-01 | – | 1994-06-30 |

| LvOHS/TS | 1981-07-01 | – | 1994-06-30 |

| Göteborgs garnison (F) | 1981-07-01 | – | 1994-06-30 |

## Galleri

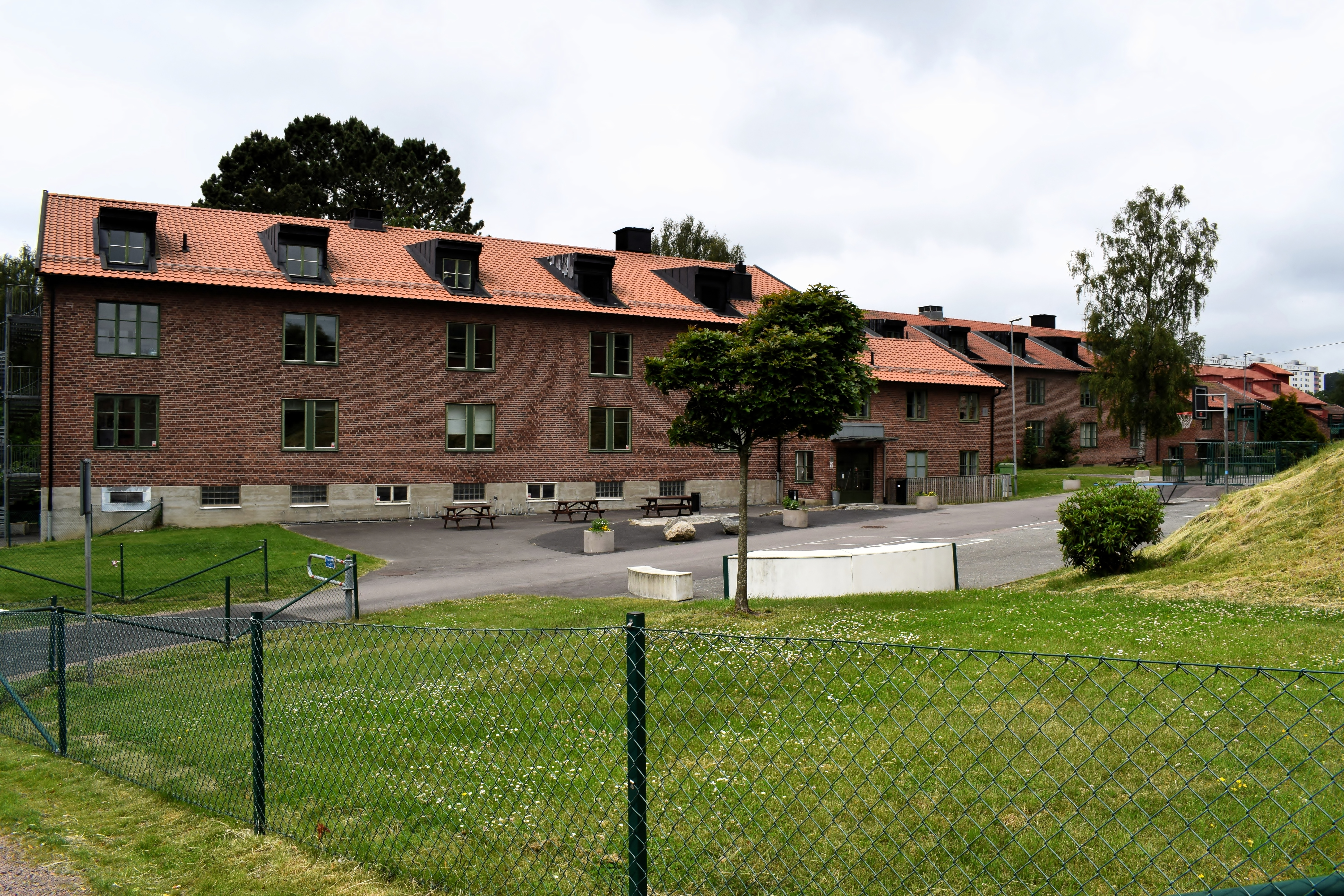
Skolans förläggningskaserner i Kviberg, Göteborg.
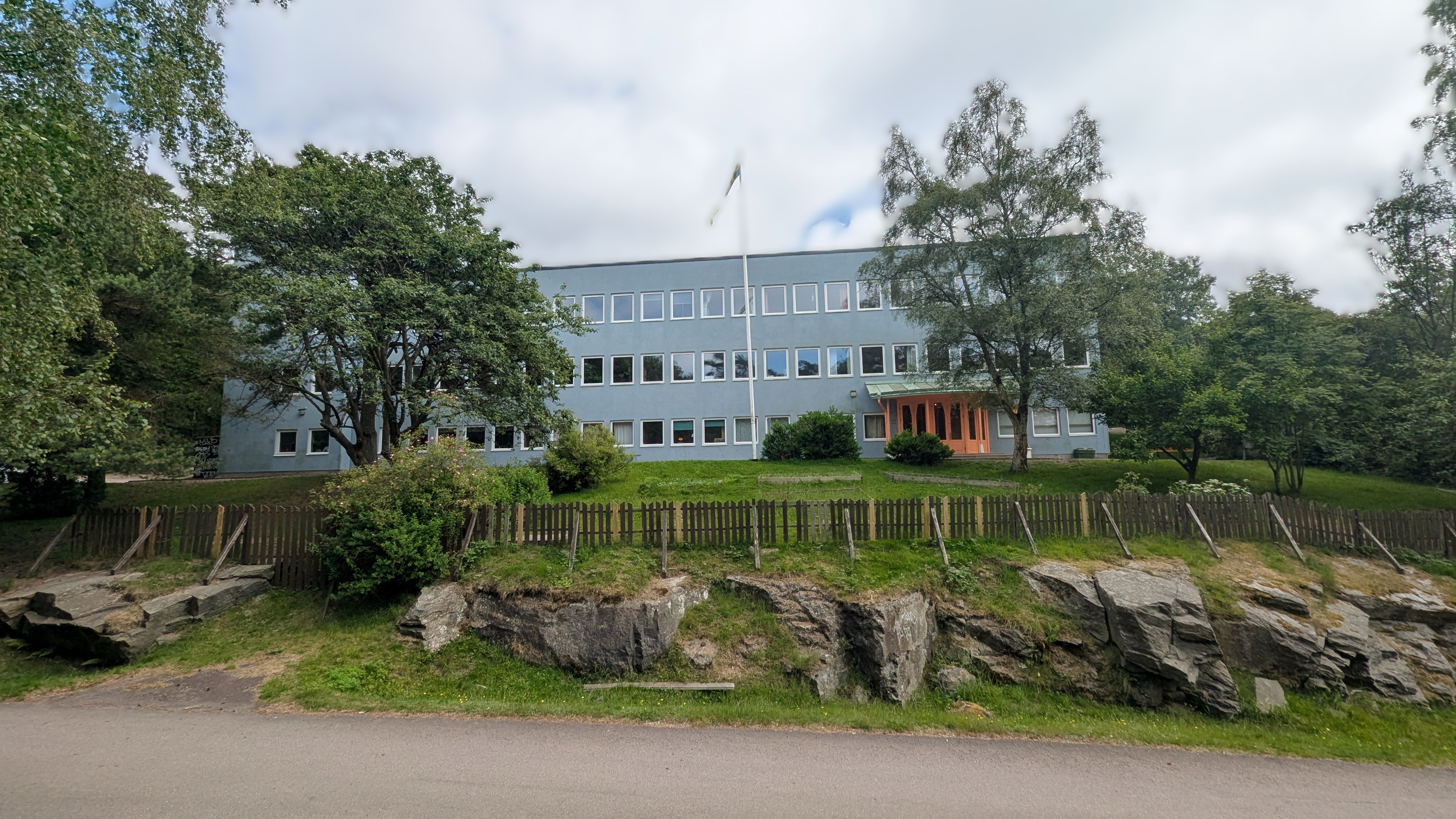
Skolans utbildningslokaler i Kviberg, Göteborg.
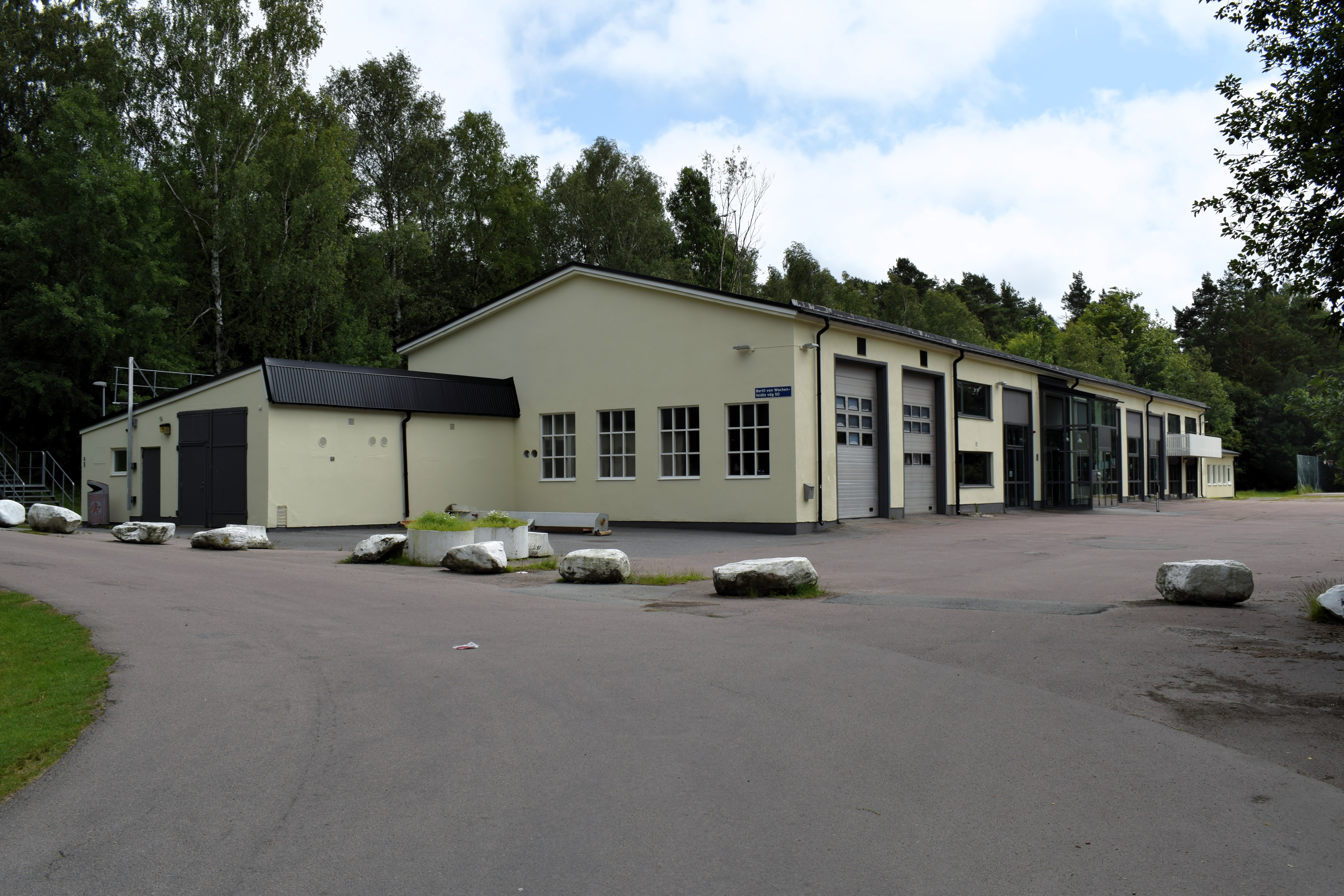
Radarhallen i Kviberg, Göteborg.
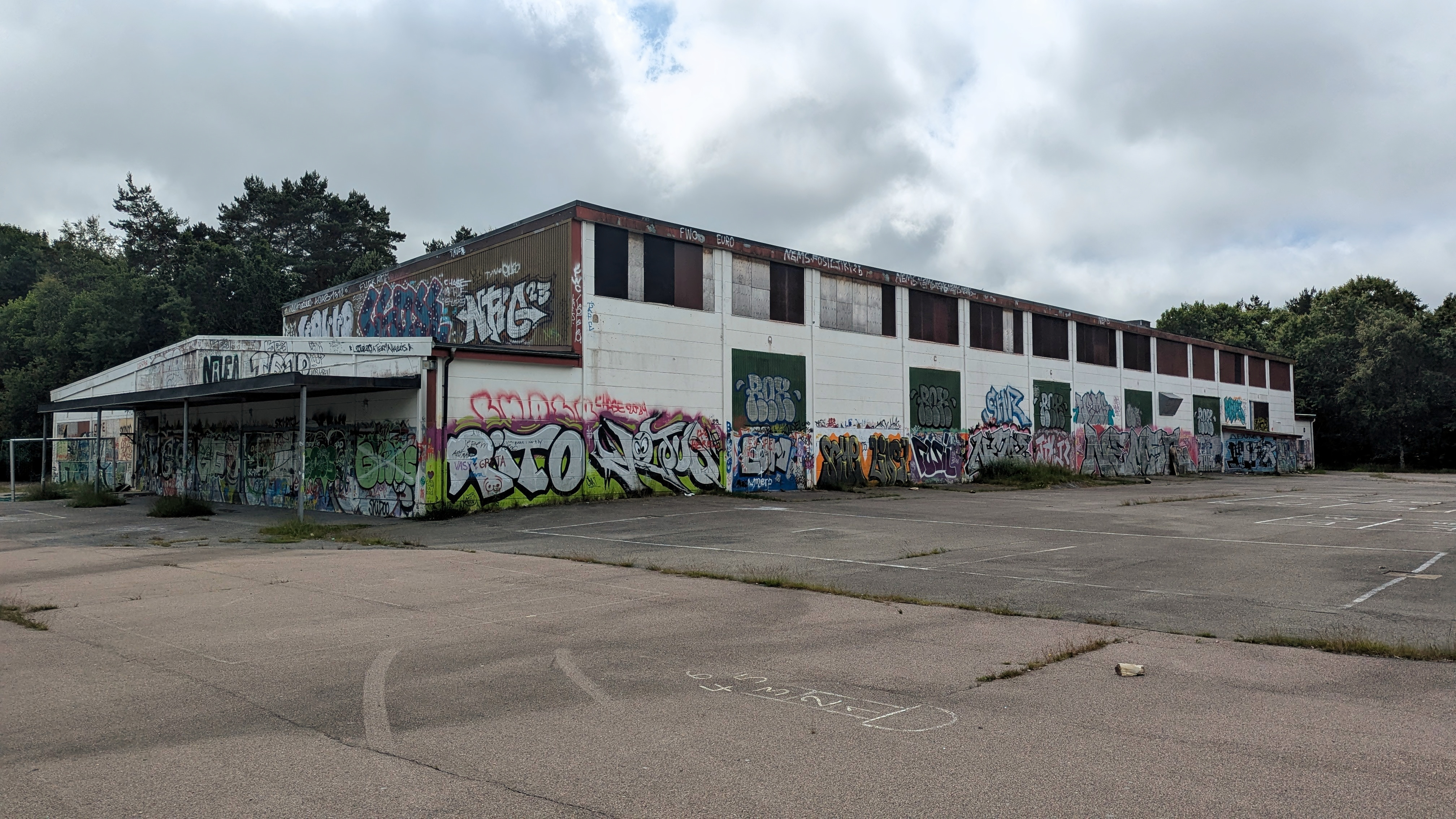
Blåsåshallen, med simulatorutbildning för eldrörs- och robotluftvärn, i Kviberg, Göteborg,
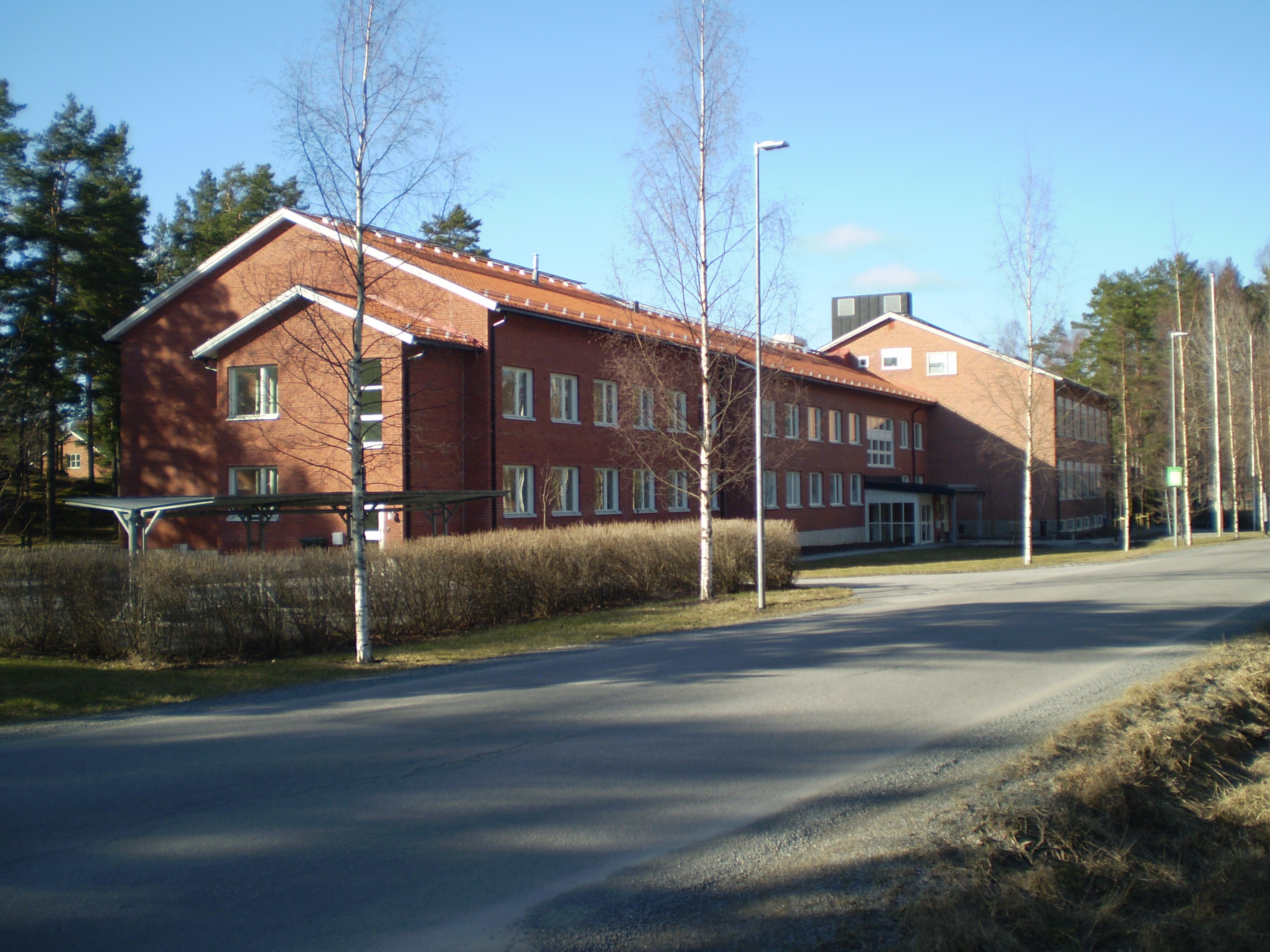
Luftvärnets officershögskolan i Norrtälje.